# Дирајв (рачунарски алгебарски ситем)
Дирајв (Derive) је био рачунарски алгебарски систем, развијан као наследник програма muMATH од стране компаније Soft Warehouse у Хонолулуу, на Хавајима. Soft Warehouse је данас у поседу компаније Тексас Инструментс. Дирајв је био имплементиран у језику muLISP (de), такође у поседу Soft Warehouse-а. Прва верзија је званично пуптена 1988. Престао је да излази 29. јуна 2007. због изласка серије TI-Nspire CAS. Последња званична верзија је Derive 6.1 за Windows.
Пошто је програм Derive захтевао врло мало меморије, био је погодан за употребу на малим и слабим рачунарима. Постао је доступан за Windows и DOS и такође је коришћен у џепним калкулаторима.